# マレト・バルケステイン＝フロットヒュース
マレト・バルケステイン＝フロットヒュース（Maret Balkestein-Grothues、1988年9月16日 - ）は、オランダの女子バレーボール選手。オランダ代表。

## 来歴
アルメロ出身。左利きながらレフトポジションのアタッカー。2009年にオランダ代表に初選出され、同年のモントルーバレーマスターズでデビュー、ワールドグランプリ4位、ヨーロッパ選手権2位と好成績を残す。2010年の世界選手権では攻守に活躍し、同大会のベストサーバー賞に輝いた。
2013年より代表チームの主将を務める。2015年10月の欧州選手権で銀メダルを、2016年7月のワールドグランプリでは銅メダルを獲得した。20年ぶりの五輪となったリオ五輪では4位となった。同年にトルコリーグのフェネルバフチェに移籍した。

## 球歴
- オリンピック - 2016年
- 世界選手権 - 2010年、2014年、2018年
- 欧州選手権 - 2009年、2011年、2013年、2015年
- ワールドグランプリ - 2009年、2010年、2013年、2015年、2016年

## 受賞歴
- 2010年 世界選手権 ベストサーバー賞

## 所属クラブ
- Krekkers（1996-2004年）
- VV Pollux（2004-2006年）
- PlantinaLonga（2006-2008年）
- Martinus Amstelveen（2008-2009年）
- TVC Amstelveen（2009-2011年）
- パルマ（2011-2012年）
- ロコモティフ・バクー（2012-2013年）
- RCカンヌ（2013-2015年）
- アトム・トレフル・ソポト（2015-2016年）
- フェネルバフチェ（2016-2017年）
- KPSチェミック・ポリツェ（2017-2018年）
- CSMブカレスト（2018-2019年）
- Aydın Büyükşehir Belediyespor（2019-2021年）
- パナシナイコス（2021-）